# سيمون كولينز
سيمون كولينز (بالإنجليزية: Simon Collins)‏ (16 ديسمبر 1973 في المملكة المتحدة - ) هو مدرب كرة قدم ولاعب كرة قدم بريطاني في مركز الدفاع. لعب مع شروزبري تاون وماكليسفيلد تاون ونادي بليموث أرجايل وهدرسفيلد تاون ونادي هاليفاكس تاون وفريكلي أثلتيك ‏ وغرانتهام تاون ‏ وStocksbridge Park Steels F.C. ‏ وأوست تاون ‏ وBelper Town F.C. ‏ ونادي برادفورد بارك أفنيو.

## وصلات خارجية
- سيمون كولينز على موقع قاعدة بيانات كرة القدم.إي يو (الإنجليزية)
- سيمون كولينز على موقع Soccerbase.com (لاعب) (الإنجليزية)